# Ferdo
Ferdo je moško osebno ime.

## Izvor imena
Ime Ferdo je različica moškega osebnega imeana Ferdinand.

## Pogostost imena
Po podatkih Statističnega urada Republike Slovenije je bilo na dan 31. decembra 2007 v Sloveniji število moških oseb z imenom Ferdo: 142.